# كلية الطب بجامعة ييل
كلية الطب بجامعة ييل (بالإنجليزية: Yale University School of Medicine)‏ هي إحدى الكليات لتدريس الطب في الولايات المتحدة الأمريكية. تقع في مدينة نيو هيفن في ولاية كونيكتيكوت الأمريكية . أنشئت عام 1810 باسم المعهد الطبي لجامعة ييل . نوع الشهادة الطبية التي يتم تحصيلها هناك هي دكتور في الطب.